# Большая Рассоха (приток Лытвы)
Большая Рассоха — река в России, протекает в Александровском районе Пермского края. Устье реки находится в 24 км по правому берегу реки Лытва. Длина реки составляет 13 км.
Исток реки в лесном массиве в 14 км к северу от центра города Александровск. Река течёт на юг, всё течение проходит по ненаселённой местности среди холмов, поросших елово-берёзовой тайгой. Впадает в Лытву севернее города Александровск, чуть выше начала Александровского пруда.

## Данные водного реестра
По данным государственного водного реестра России относится к Камскому бассейновому округу, водохозяйственный участок реки — Кама от города Березники до Камского гидроузла, без реки Косьва (от истока до Широковского гидроузла), Чусовая и Сылва, речной подбассейн реки — бассейны притоков Камы до впадения Белой. Речной бассейн реки — Кама.
По данным геоинформационной системы водохозяйственного районирования территории РФ, подготовленной Федеральным агентством водных ресурсов:
- Код водного объекта в государственном водном реестре — 10010100912111100007376
- Код по гидрологической изученности (ГИ) — 111100737
- Код бассейна — 10.01.01.009
- Номер тома по ГИ — 11
- Выпуск по ГИ — 1